# Triclis
Triclis is een vliegengeslacht uit de familie van de roofvliegen (Asilidae).

## Soorten
- T. octodecimnotatus Costa, 1893
- T. olivaceus (Loew, 1851)
- T. rufescens Austen, 1914